# شغف

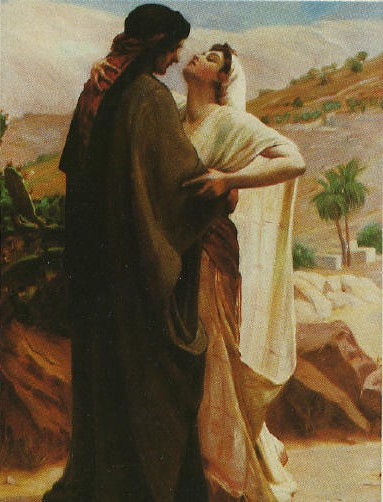

الشغف (باليونانية: πασχω أي عانى أو تُحكِّم فيه) هو شعور بالحماس الشديد أو رغبة لا تُقاوم تجاه شخص أو شيء ما. يمكن أن يكون الشغف اهتمامًا متلهفًا أو إعجابًا بفكرة أو مُقترح أو دعوى ما، أو تمتعًا حماسيًا باهتمام أو نشاط ما، ويصل إلى حد الانجذاب الشديد والإثارة والعاطفة تجاه شخص ما. يُستخدم هذا المصطلح بالتحديد في سياق الرومانسية أو الرغبة الجنسية، رغم أنه يوحي عمومًا بعاطفة أكثر عمقًا أو أكثر شمولًا من العاطفة المتضمنة في كلمة شهوة.
يصف دنيس ديدرو الشغف على أنه «ولع شديد وميول ورغبات ونفور بدرجة معينة، مصحوب بإحساس غير واضح بالمتعة أو الألم، يُحدِث أو يصحبه تدفق غير منتظم للدم وحركة مضطربة، ذلك ما نسميه الشغف. يمكن أن يكون قويًا كفايةً ليكبح أي ممارسة للحرية الشخصية. هو حالة تكون فيها الروح -بدرجة ما- مُتَأثّرة (بالإنجليزية: passive) ومن هنا اشتقت كلمة شغف بالإنجليزية (Passion). هذا الميل -أو ما يُدعى النزعة النفسية- ينبع من الرأي الذي نرى فيه أن هناك خيرًا عظيمًا أو شرًا عظيمًا متواجد في أمر يثير الشغف بحد ذاته».
تقسم المبادئ الاسترشادية للشغف إلى أربع فئات رئيسية:
1. ملذات وآلام الحواس.
2. ملذات العقل أو التخيل.
3. اكتمالنا أو نقصنا في الفضائل أو الرذائل.
4. الملذات والآلام في سعادة الآخرين أو مصائبهم.

## العاطفة
يمكن تعريف العاطفة بشكل موحد على أنها «حالة ذهنية طبيعية نابعة من ظروف أو مزاج أو علاقات مع الآخرين». يصف ويليام جيمس العاطفة على أنها «أصداء يقوم بها الجسد، مثل: المفاجأة، والفضول، والنشوة، والخوف، والغضب، والشهوة، والجشع وما شابه ذلك...». تؤثر هذه المشاعر جميعها على إدراكنا العقلي. يتسبب هذا الود العقلي في وضع جسدنا في هذه الحالة الأخيرة. تعطي هذه الحالة إشارات لجسدنا مسببة «تعبيرات جسدية».
أوجد أستاذ الفلسفة الشهير روبرت سولومون نظريته وتعريفه الخاص للعاطفة. يقدِّم سولومون رأيًا مفاده أن العاطفة ليست حالة جسدية بل هي نوع من الحكم. «من الضروري أن نختار عواطفنا بنفس الطريقة التي نختار بها تصرفاتنا» مع التركيز على العلاقة بين العواطف وإرادتنا العقلانية. يعتقد سولومون أننا كبشر نتحمل مسؤولية عواطفنا. إن العواطف عقلانية وهادفة مثل الأفعال تمامًا. «نحن نختار العاطفة مثلما نختار مسار العمل». صنفت الدراسات الحديثة وكذلك الدراسات التقليدية العواطف على أنها اضطراب فسيولوجي. يرى ويليام جيمس هذا الوعي العاطفي ليس اختيارًا بل حدثًا جسديًا وليس مجرد اضطراب. إنه أمر يحدث خارج سيطرتنا وتتأثر أجسادنا بهذه العواطف. نقوم بهذه الأفعال بناءً على الحالة الغريزية التي تقودنا إليها هذه العواطف. اشتُق مفهوم العاطفة هذا من الشغف. صُنفت العاطفة على أنها إحدى فئات الشغف.

## السبب
الرغبة الشديدة في أمر ما: بغض النظر عن السياق، إذا رغب شخص في أمر ما، وكانت هذه الرغبة مصحوبة بعواطف أو مشاعر، يمكن تسمية هذه الرغبة «شغف». لا حدود للشغف، ومن الممكن أن يصبح الشغف اللامتناهي تجاه شيء ما أمرًا خطيرًا، متسببًا في نسيان المرء لكل شيء وانقياده بالكامل نحو أمر واحد (سانيوكا).
شدَّد الرواقيون من أمثال أبيكتيتوسفي في كتاباتهم على أن «مجال الدراسة الأهم والأكثر إلحاحًا هو المجال الذي له علاقة بالعواطف الأقوى… الأسى، الرثاء، الحسد… الشغف هو ما يجعلنا نسد آذاننا عن الإنصات إلى العقل». ما زال التقليد الرواقي يتبع دعوة هاملت القائلة:«أرني رجلًا ليس عبدًا لعاطفته، وسأتقمصه داخل أعماق قلبي»، كما يقول إيراسموس في رثائه «منح جوبيتر شغفًا أكثر بكثير من العقل، يمكنك اعتبار النسبة أربعة وعشرين إلى واحد». جرى تثمين العاطفة على العقل في التقاليد الغربية فقط مع الحركة الرومانسية الفنية: «كلما كان هناك شغف أكثر كلما كان الشعر أفضل».
ركزت اهتمامات أبحاث الذكاء العاطفي الأخيرة في العثور على توليفة من القوتين، شيء «يقلب الفهم القديم للتوتر بين العقل والشعور رأسًا على عقب: إننا لا نريد أن نتخلص من العواطف ووضع العقل مكانها مثلما قال إيراسموس، لكن بدلًا من ذلك، أن نحقق توازنًا ذكيًا بين الاثنين».

### خطأ ديكارت
درس أنطونيو داماسيو ما يحدث عندما «تنقطع الروابط بين المراكز السفلى من الدماغ العاطفي…والقدرات التفكيرية للقشرة الجديدة». وجد أنه في حين أن «العواطف والمشاعر يمكن أن تسبب تدميرًا في عمليات التفكير… فإن «فقدان» العواطف والشعور لا يقل عن ذلك ضررًا» يقود هذا إلى «موقف مناقض للبديهة مفاده أن المشاعر «لا غنى عنها» عادة لاتخاذ قرارات عقلانية»، وخلص في النهاية إلى أن: «العواطف لها رأي في كيفية أداء بقية الدماغ والإدراك لأعمالها». لها تأثيرها هائل... (يوفر) إطارًا مرجعيًا -على عكس خطأ ديكارت... الفكرة الديكارتية للعقل غير المادي».

## في الزواج
أي توتر أو جدلية بين الزواج والعاطفة يمكن إرجاعها إلى المجتمع الغربي على الأقل حتى العصور الوسطى، وظهور تقديس الحب النبيل. جادل الكاتب والمنظر السويسري دينيس دي روجيمونت بأن «الحب الشغِف شكَّل منذ نشأته في القرن الثاني عشر معارضة للزواج». تكتب ستايسي أوليكر أنه في حين «هيأ مذهب التطهيرية الأرضية لأيديولوجية الحب الزوجي من خلال نشر الحب في الزواج»، منذ القرن الثامن عشر فقط «نجحت أيديولوجية الحب الرومانسي في حل العداء بين العاطفة والعقل في البروتستانتية» في سياق الزواج. (لاحظوا أن القديس بولس تكلم عن محبة الرجل لزوجته في أفسس 5).

## الشغف الفكري
يصر جورج برنارد شو «على أن هناك شُغف أكثر إثارة بكثير من الشغف المادية…«شغف فكري، شغف رياضي، شغف للاسكتشاف والاستجلاء: وهي أقوى ما يتواجد من الشغف». دعا سيغموند فرويد -الذي عاصر برنارد شو- إلى الاستمرارية (وليس التباين) بين الاثنين، ماديًا وفكريًا، وأشاد بالطريقة التي «تمكن بها ليوناردو من التسامي بشغفه الجنسي بقوة إلى مستوى الرغبة في إجراء أبحاث علمية مستقلة».

## كحافز في مهنة
توجد أسباب مختلفة تدفع الأفراد إلى العمل في وظائفهم. قد يشمل ذلك الشغف نحو مهنة، أو شركة، أو نشاط. عندما يحرز المديرون أو المهنيون الكنديون أهدافًا شغِفة في مهنتهم فإنهم يميلون إلى أن يصبحوا أقل هوسًا في سلوكهم أثناء عملهم، الأمر الذي يؤدي إلى إنجاز المزيد من العمل وشعورهم المزيد من الرضا عن وظائفهم. هؤلاء الأفراد لديهم مستويات أعلى ذاتيًا من الرفاهية والصحة النفسية. عندما يستمتع الأشخاص حقًا بمهنتهم ويندفعون بدافع الشغف، يكونون أكثر ارتياحًا لعملهم ويتمتعون بصحة نفسية أفضل. عندما يكون المديرون أو المهنيون غير راضين عن مهنتهم فتزداد قابليتهم للشعور بعدم الرضا عن علاقاتهم الأسرية ويميلون للشعور بالمعاناة النفسية. من بين الأسباب الأخرى التي تجعل الناس أكثر ارتياحًا عندما يكون دافعهم هو شغفهم تجاه مهنتهم هو آثار الدوافع الداخلية والخارجية. عندما يقوم المديرون أو المهنيون الكنديون بعمل ما لإرضاء الآخرين، فإنهم عادةً ما يحصلون على مستويات منخفضة من الرضا والصحة النفسية. كما أثبت هؤلاء الأفراد أنفسهم أنهم مدفوعون بعدة معتقدات ومخاوف تتعلق بأشخاص آخرين. ثالثًا، على الرغم من أن بعض الأفراد يعتقدون أنه لا ينبغي للمرء أن يعمل لساعات طوال، فإن الكثيرين يفضلون ذلك بسبب شغفهم الشديد بالعمل. من ناحية أخرى، قد يسبب ذلك توترًا في العلاقات العائلية والصداقات. التوازن بين الأمرين شيء يصعب تحقيقه، ومن الصعب دائمًا إرضاء الطرفين.